# Рибозим, содержащий шпильку
Рибозимы, содержащие шпилечные структуры (англ. hairpin ribozyme) — это молекулы РНК, которые имеют свойства ферментов. Как и рибозимы типа hammerhead, рибозимы, содержащие  шпилечные структуры, найдены в вирусах растений. Впервые были найдены в сателлитной РНК минус-цепи вируса табака с кольцевыми точками (TRSV, англ. tobacco ringspot virus), где такие РНК катализируют реакцию саморазрезания продуктов репликации РНК вируса по типу катящегося колеса. В отличие от других рибозимов, разрезающих РНК, рибозимы, содержащие шпилечные структуры, не являются зависимыми от ионов металлов.